# 아레오셀리스

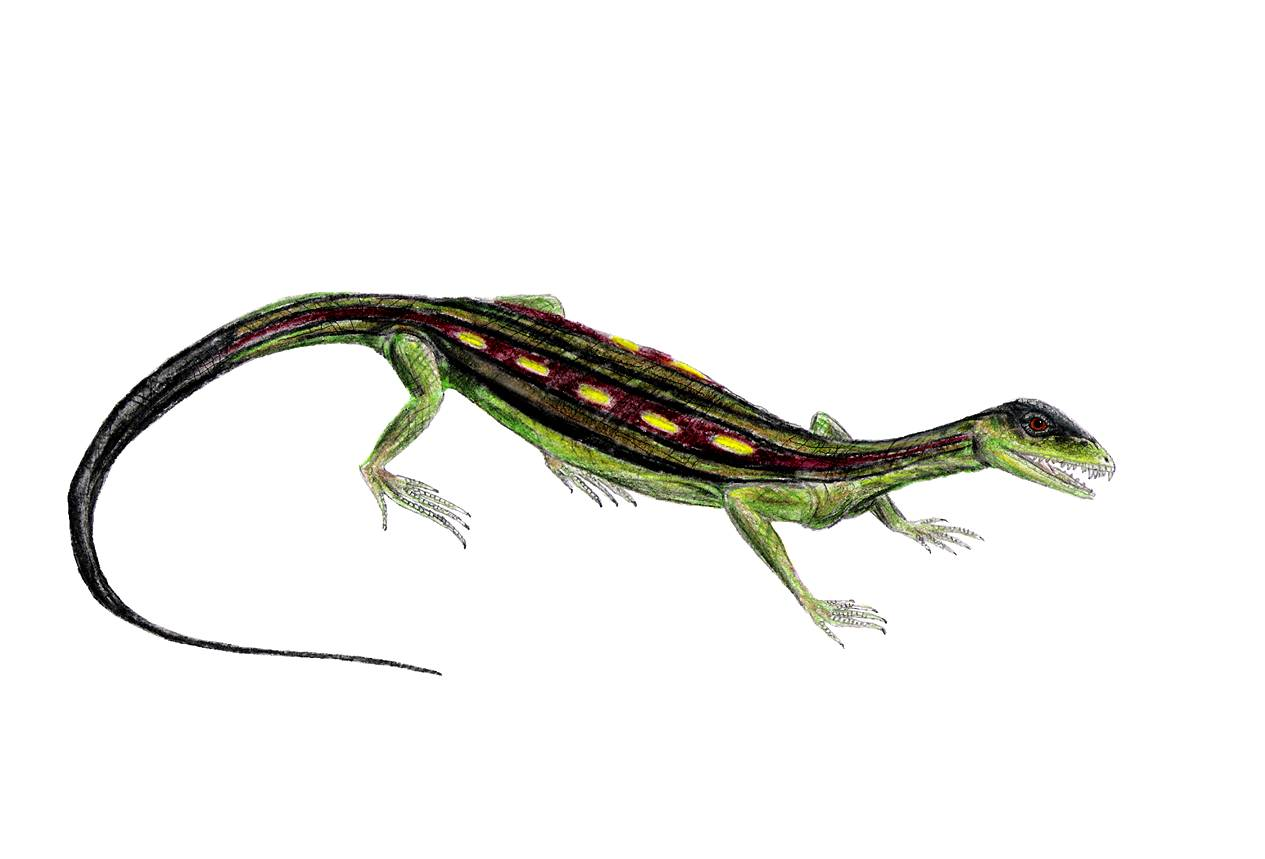

아레오셀리스(학명:Araeoscelis gracilis)는 도마뱀목 까마귀도마뱀과에 속하는 도마뱀이다. 지금은 멸종된 종으로서 전체적인 몸길이가 50cm인 작은 몸집을 가진 소형 도마뱀이다.

## 특징
아레오셀리스는 멸종된 파충류 속이며 가장 초기의 반달팽이류 중 하나이다. 화석은 초기 페름기로 거슬러 올라가는 미국 텍사스주의 노코나, 아로요, 와고너 목장 지층에서 발견되었다. 두개의 아종인 아레오셀리스 카세이와 아레오셀리스 그라실리스가 기술되었다. 아라에오셀리스는 몸길이가 약 60센티미터(2.0피트)였고 겉모습은 현생 도마뱀과 비슷했다. 그것은 이빨이 더 크고 흐릿하다는 점에서 페트롤라코사우루스와 같은 초기 형태와는 달랐다. 아마도 그것들은 먹이가 되는 곤충의 등껍질을 갈라놓고 먹는 데에 사용되었을 것이다. 두 쌍의 두개골 개구부를 보이는 가까운 친척들과 달리 아레오셀리스의 측두엽 개구부는 뼈로 닫혔고 이로 인해 유리아프시드 상태가 되었다. 이것은 두개골을 더 단단하게 만들었을 것이고 아마도 더 강력한 물림을 가능하게 했을 것이다.

## 생존시기와 서식지와 화석의 발견
아레오셀리스가 생존했었던 시기는 고생대의 페름기로서 지금으로부터 2억 9000만년전~2억 4500만년전에 생존했었던 종이다. 생존했었던 시기에는 북아메리카를 중심으로 하여 당시에 존재했었던 초원, 산림에서 주로 서식했었던 도마뱀이다. 화석의 발견은 1910년에 미국의 텍사스주에 위치하는 페름기의 지층에서 미국의 고생물학자들에 의하여 처음으로 화석이 발견되어 새롭게 명명된 종이다.

## 같이 보기
- 파충류
- 고생대
- 페름기
- 도마뱀
- 화석